# Moovit
Moovit — бесплатное мобильное приложение GPS для получения информации об общественном транспорте и навигации, разработанное израильским стартапом Tranzmate. Поддерживаются сотовые телефоны на базе операционных систем iOS. Android и Windows Phone.

## Обзор
Moovit предоставляет информацию общественного транспорта в режиме реального времени, и GPS навигацию по общественному транспорту, в том числе автобусы, троллейбусы, трамваи, поезда, метрополитен и паромы. Пользователи могут увидеть близлежащие остановки и станции на карте, а также планировать поездки на всех видах транспорта на основе данных в реальном времени. Данное приложение является приложением движимым сообществом, объединяя статические данные, данные реального времени предоставляемые операторами с данными реального времени, собранными от пользователей. Когда пользователи ездят на общественном транспорте со включенным на фоне приложением, анонимные данные о скорости и местоположении передаются Moovit. Затем, Moovit интегрирует эти данные с графиком движения общественного транспорта, чтобы улучшить результаты планирования поездок в зависимости от дорожных условий, и делится этими данными с сообществом пользователей.
В дополнение к пассивному обмену данными, пользователи могут активно отправлять отчеты в том числе о задержках, переполненности, наличие кондиционера и Wi-Fi.
Moovit доступен в более чем 350 городах по всему миру, включая Нью-Йорк, Лондон, Лос-Анджелес, Париж, Мадрид, Барселону, Рим, Сан-Паоло, Рио-де-Жанейро, Богота, Сантьяго-де-Чили, Мексико, Сидней, Торонто, Стамбул, Кейптаун и Тель-Авив. Приложение является бесплатным для iPhone, Android и Windows Phone. По состоянию на декабрь 2014 года, у приложения более 10 миллионов пользователей.

## Награды
Moovit получил несколько наград, включая:
- MTA App Quest 2013 Popular Choice Award.[5]
- Лучшее приложение для умного города Всемирной конференции Expo 2013.[6]
- Одна из десяти самых многообещающих стартап-компаний в Израиле от Ernst & Young.[7]

## Компания
Moovit была основана в 2011 году в Израиле Ниром Эрезом, Рои Биком и Яроном Эвроном.. Компания была первоначально названа Tranzmate LTD. Ури Левин, основатель и президент Waze, является членом совета директоров. В 2011 компания привлекла $3,5 млн в первом раунде финансирования от Gemini Israel Funds и BRM Capital. Во втором квартале 2012 года компания запустила бета-версию, а в четвёртом приложение было запущено по всему миру. В 2013 компания привлекла $28 млн от Sequoia Capital, BRM Group, Gemini Israel Funds. В 2015 было привлечено ещё $50 млн от Nokia Growth Partners, BMW i Ventures, Keolis, Sequoia Capital, Bernard Arnault Group, Vaizra Investments, BRM Group, & Gemini Ventures.